# 霍夫鎮區 (密蘇里州新馬德里縣)
霍夫鎮區（英語：Hough Township）是位於美國密蘇里州新馬德里縣的一個行政鎮區。

## 地方資料
霍夫鎮區的面積為47.60平方千米，皆為陸地。根據2020年美國人口普查的數據，當地共有人口18人，而人口密度為每平方千米0.38人。